# Liliana Stopka
Liliana Stopka (ur. 1953) – polska akordeonistka, pedagog; absolwentka Akademii Muzycznej im. Karola Lipińskiego we Wrocławiu.
Od 1977 jest nauczycielką gry na akordeonie w Państwowej Szkole Muzycznej I stopnia im. Fryderyka Chopina w Kłodzku, której dyrektorem była w latach 1980–1982. W 1984 została odznaczona za swoją działalność medalem „Zasłużony Działacz Kultury”. W 2021 otrzymała Odznakę Honorową Powiatu Kłodzkiego.
Założycielka działającego od 1980 do 1990 Kłodzkiego Zespołu Kameralnego. W latach 1985–1990 organizowała Kłodzki Konkurs Akordeonowy, jest założycielem w 2002 i dyrektorem programowym Dnia Akordeonu w Kłodzku.